# Serqueux (Haute-Marne)
Serqueux település Franciaországban, Haute-Marne megyében. Lakosainak száma 367 fő (2022. január 1.). Serqueux Isches, Mont-lès-Lamarche, Aigremont, Bourbonne-les-Bains, Larivière-Arnoncourt, Parnoy-en-Bassigny, Le Châtelet-sur-Meuse és Senaide községekkel határos.

## Népesség
A település népessége az elmúlt években az alábbi módon változott:
| Lakosok száma | 587  | 535  | 515  | 468  | 443  | 436  | 413  | 369  | 368  | 367  |
|               | 1968 | 1982 | 1990 | 2006 | 2013 | 2015 | 2017 | 2019 | 2020 | 2022 |